# کوو کریک، کارولینای شمالی
کوو کریک (به انگلیسی: Cove Creek) شهری در ایالت کارولینای شمالی کشور ایالات متحده آمریکا است که جمعیت آن در سرشماری سال ۲۰۱۰ میلادی، ۱٬۱۷۱ نفر بوده‌است.